# Бро-Гийар, Закари
Закари́ Бишо́тт Поль Бро-Гийа́р (фр. Zachary Bichotte Paul Brault-Guillard; 30 декабря 1998, Дельмас, Гаити) — канадский футболист, правый защитник сборной Канады.

## Биография

### Ранние годы
Закари, родившийся на Гаити, был усыновлён семьёй из Квебека. Рос в Монреале, пока в возрасте семи лет не переехал во Францию.

### Клубная карьера
В академию футбольного клуба «Олимпик Лион» Бро-Гийар пришёл в 2011 году. С сезона 2015/16 начал привлекаться к матчам второго состава клуба в четвёртом дивизионе Франции. За «Олимпик Лион II» в лиге «Насьональ 2» дебютировал 12 марта 2016 года в матче против клуба «Мулен». В команде «Олимпика» до 19 лет, участвовавшей в Юношеской лиге УЕФА розыгрыша 2016/17, был капитаном. 30 марта 2017 года Бро-Гийар подписал с ОЛ контракт стажёра сроком на один сезон. 30 апреля 2018 года Бро-Гийар подписал свой первый профессиональный контракт — трёхлетнее соглашение с ОЛ рассчитано до 30 июня 2021 года. 15 сентября 2018 года в матче «Олимпик Лион II» против «Фрежюс Сен-Рафаэль» забил свой первый гол во взрослой карьере.
5 февраля 2019 года Бро-Гийар был арендован клубом MLS «Монреаль Импакт» на сезон. Его дебют в североамериканской лиге состоялся 2 марта в матче первого тура сезона 2019 против «Сан-Хосе Эртквейкс», в котором он вышел на замену в концовке. 25 января 2020 года Бро-Гийар перешёл в «Монреаль Импакт» на постоянной основе, подписав двухлетний контракт с опциями продления ещё на два года. 24 апреля 2021 года в матче против «Нэшвилла» он забил свой первый гол за клуб, переименованный в начале 2021 года в «Клёб де Фут Монреаль». По окончании сезона 2021 «КФ Монреаль» продлил контракт с Бро-Гийаром согласно опции. 5 апреля 2022 года «КФ Монреаль» и Бро-Гийар договорились о продлении контракта до конца сезона 2023 с опциями на сезоны 2024 и 2025. По окончании сезона 2023 «Клёб де Фут Монреаль» не стал продлевать контракт с Бро-Гийаром.

### Международная карьера
В составе сборной Канады до 20 лет Бро-Гийар участвовал молодёжном чемпионате КОНКАКАФ 2017.
За главную сборную Канады Бро-Гийар дебютировал 16 октября 2018 года в матче квалификации Лиги наций КОНКАКАФ 2019/20 против сборной Доминики.
Бро-Гийар был включён в состав сборной Канады на Золотой кубок КОНКАКАФ 2019.
В марте 2021 года в составе сборной Канады до 23 лет Бро-Гийар принимал участие в отборочном турнире Олимпийских игр 2020 в зоне КОНКАКАФ.
5 июня 2021 года в матче квалификации чемпионата мира 2022 против сборной Арубы забил свой первый гол за сборную Канады.
Был включён в состав сборной на Золотой кубок КОНКАКАФ 2023.

## Достижения
Командные
 «Монреаль Импакт»
- Победитель Первенства Канады: 2019, 2021

## Статистика выступлений

### Клубная статистика
| Выступление          | Выступление      | Выступление      | Лига | Лига | Кубок | Кубок | Континент. | Континент. | Прочие | Прочие | Итого | Итого |
| Клуб                 | Лига             | Сезон            | Игры | Голы | Игры  | Голы  | Игры       | Голы       | Игры   | Голы   | Игры  | Голы  |
| -------------------- | ---------------- | ---------------- | ---- | ---- | ----- | ----- | ---------- | ---------- | ------ | ------ | ----- | ----- |
| Олимпик Лион II      | Насьональ 2      | 2015/16          | 2    | 0    | —     | —     | —          | —          | —      | —      | 2     | 0     |
| Олимпик Лион II      | Насьональ 2      | 2016/17          | 2    | 0    | —     | —     | —          | —          | —      | —      | 2     | 0     |
| Олимпик Лион II      | Насьональ 2      | 2017/18          | 15   | 0    | —     | —     | —          | —          | —      | —      | 15    | 0     |
| Олимпик Лион II      | Насьональ 2      | 2018/19          | 14   | 1    | —     | —     | —          | —          | —      | —      | 14    | 1     |
| Олимпик Лион II      | Итого            | Итого            | 33   | 1    | —     | —     | —          | —          | —      | —      | 33    | 1     |
| Клёб де Фут Монреаль | MLS              | 2019             | 13   | 0    | 2     | 0     | —          | —          | —      | —      | 15    | 0     |
| Клёб де Фут Монреаль | MLS              | 2020             | 21   | 0    | —     | —     | 4          | 0          | 2      | 0      | 27    | 0     |
| Клёб де Фут Монреаль | MLS              | 2021             | 30   | 2    | 3     | 0     | —          | —          | —      | —      | 33    | 2     |
| Клёб де Фут Монреаль | MLS              | 2022             | 18   | 4    | 2     | 0     | 4          | 0          | 1      | 0      | 25    | 4     |
| Клёб де Фут Монреаль | MLS              | 2023             | 24   | 1    | 4     | 1     | —          | —          | 2      | 0      | 30    | 2     |
| Клёб де Фут Монреаль | Итого            | Итого            | 106  | 7    | 11    | 1     | 8          | 0          | 5      | 0      | 130   | 8     |
| Всего за карьеру     | Всего за карьеру | Всего за карьеру | 139  | 8    | 11    | 1     | 8          | 0          | 5      | 0      | 163   | 9     |

1. ↑  В графу «Прочие» входят игры и голы в плей-офф Кубка MLS и плей-офф Турнира MLS is Back.

### Международная статистика
| Команда | Год   | Игры | Голы |
| ------- | ----- | ---- | ---- |
| Канада  |       |      |      |
| 2018    | 2     | 0    |      |
| 2019    | 3     | 0    |      |
| 2021    | 1     | 1    |      |
| 2022    | 2     | 0    |      |
| 2023    | 1     | 0    |      |
| Всего   | Всего | 9    | 1    |